# Diecezja Mende
Diecezje Mende – diecezja Kościoła rzymskokatolickiego w południowej Francji. Powstała w III wieku. W 1822 uzyskała swoje obecne granice. Podczas reformy administracyjnej Kościoła francuskiego z 2002 roku została przeniesiona ze zlikwidowanej wówczas metropolii Albi do nowo powołanej metropolii Montpellier.